# Lee Min-ho
Dans ce nom coréen, le nom de famille, Lee, précède le nom personnel.
Lee Min-ho (coréen : 이민호)  est un acteur et mannequin sud-coréen, né le 22 juin 1987 à Séoul.
Il a un grand succès dans le monde entier, notamment en Asie et dans les pays occidentaux, comme les États-Unis, la France, l'Australie, le Canada, l'Espagne, l'Italie, etc,,,. Il s'est d'abord fait connaitre en Corée du Sud ainsi que dans les pays voisins, avec le rôle de Gu Jun-pyo dans la série pour adolescents Boys Over Flowers en 2009. Ce rôle lui a valu le prix du « meilleur nouvel acteur » aux 45e Baeksang Arts Awards. Il est surtout connu pour ses rôles principaux dans les séries télévisées suivantes : Personal Taste (2010), City Hunter (2011) dans laquelle il s'impose comme un héros et lui fait gagner la célébrité en Europe, The Heirs (2013), Legend of the Blue Sea (2016) et The King: Eternal Monarch (2020) le font connaître sur le continent africain. Son grand succès à la télévision lui permet de se faire connaitre dans le monde et d'être reconnu comme l'une des principales stars de la vague Hallyu mais aussi comme une célébrité mondiale,. Le magazine américain Hollywood le présente comme une « Superstar ».
En dehors de sa carrière à la télévision, Lee Min-ho joue son premier rôle principal au cinéma dans le film Gangnam 1970 (2015), suivi de son premier film produit en Chine, Bounty Hunters (2016). Durant sa carrière d'acteur, Min-ho a réussi à expérimenter divers genres tels que les drames romantiques, les films comiques, d'action, fantastiques et de science-fiction.
Il est la première célébrité sud-coréenne à avoir une figure de cire au musée de Madame Tussauds,.

## Biographie

### Jeunesse et formation
Lee Min-ho naît le 22 juin 1987 dans le quartier de Dongjak-gu, à Séoul. Il a une sœur aînée. Enfant, il souhaitait devenir joueur de football, mais une blessure causée par ce sport lors de sa cinquième année de primaire l'empêcha de poursuivre dans cette voie. Cependant, il est toujours passionné par le football, et mentionne Cristiano Ronaldo comme son joueur préféré.
C'est lors de sa seconde année au lycée qu'il se tourne vers le théâtre.
Il est diplômé de l'Université de Konkuk.

### Carrière

#### 2003-2008: débuts
Il commence à auditionner en 2003 et décroche divers rôles mineurs dans différentes séries télévisées telles que Nonstop 5 ou encore Recipe of Love. Il obtient son premier vrai rôle dans la série Secret Campus en 2003. Au début de sa carrière, l'acteur prend comme nom de scène « Lee Min », ordre de son agence qui considère son nom de naissance comme trop ordinaire. Cependant, comme ce nom de scène est prononcé et écrit de la même manière que le mot coréen « imin », qui signifie « immigration », l'acteur était difficilement trouvable sur Google avec ce pseudonyme. Il a donc décidé de reprendre son nom d'origine.
En 2006, sa carrière d'acteur est suspendue pendant un an à la suite d'un grave accident de voiture avec son collègue acteur Jung Il-woo. Gravement blessé, il reste plusieurs mois à l'hôpital avant de se rétablir,.
Après son rétablissement, il obtient son premier rôle principal, en 2007, dans le drama Mackerel Run, mais la série est réduite à huit épisodes en raison d'un faible taux d'audience. En 2008, il apparaît dans deux dramas, Get Up et I Am Sam, mais aussi dans deux films, Public Enemy Returns et Our School's ET. Pendant le tournage de ce dernier, il se lie d'amitié avec l'acteur Kim Soo-ro, qui déclare quelque temps plus tard : « Je reconnais une star quand j'en vois une. Je savais que Lee Min-ho deviendrait l'un des meilleurs acteurs du pays ».

#### 2009-2010: percée
Lee Min-ho perce en 2009 grâce au rôle principal de Gu Jun-pyo dans Boys Over Flowers, drama diffusé sur KBS, qui est l'adaptation coréenne du manga japonais éponyme. La série a un taux d’audience très élevé et fait un buzz dans toute la Corée du Sud lors de sa diffusion. C'est grâce à ce rôle qu'il se fait connaître en Asie du Sud-Est, mais aussi en tant que star internationale issue de la vague Hallyu,.

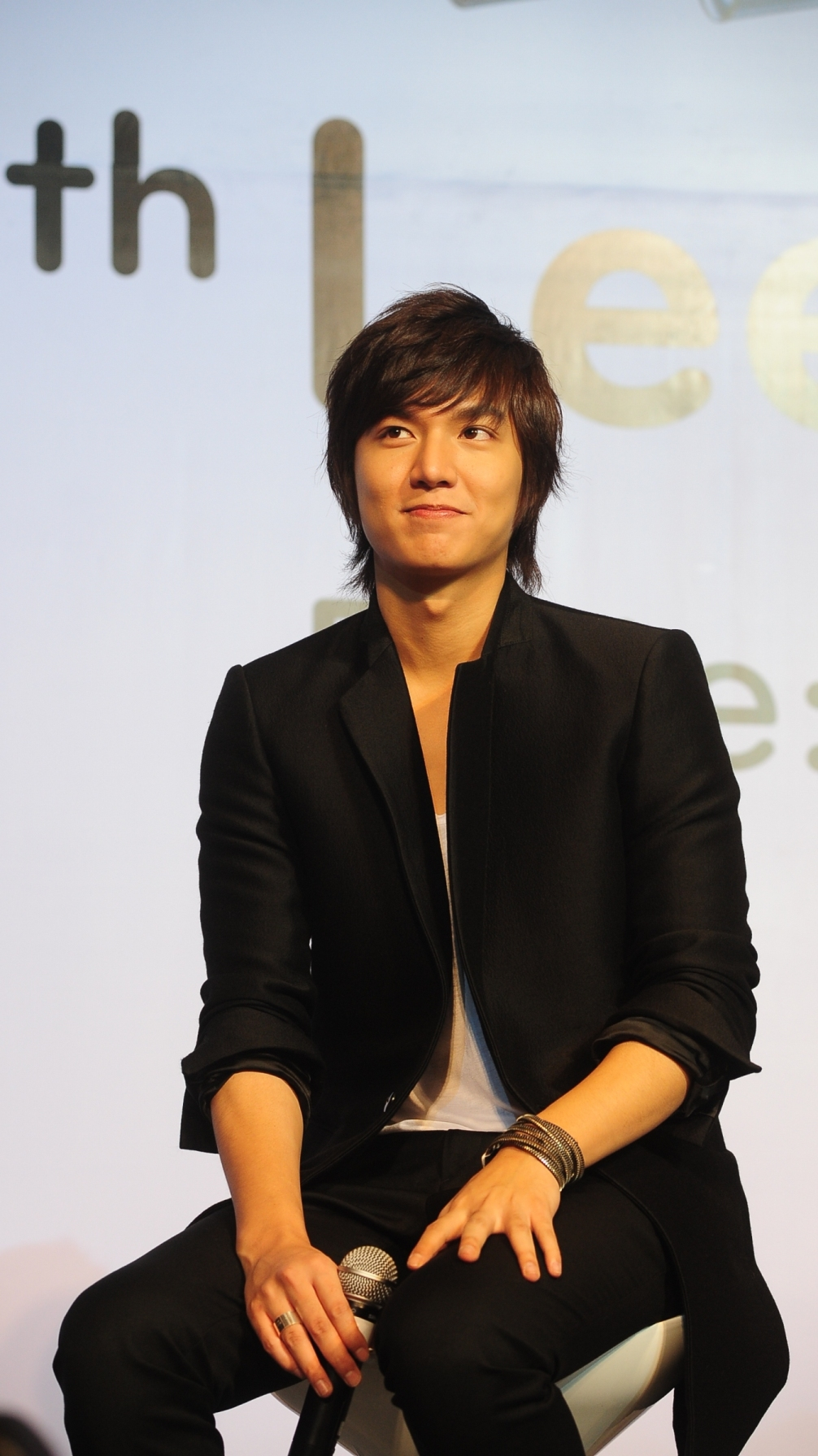
Lee Min-ho en 2010.

En 2010, il joue dans la série romantique Personal Taste, dans laquelle il interprète un jeune architecte qui se fait passer pour un homosexuel afin de se mettre en colocation avec une jeune femme, ce qui entraîne des complications. Lorsqu'un journaliste, lors d'une interview, lui demande la raison pour laquelle il a choisi ce rôle, il répond : « Je pense que mon jeu d'acteur se sera amélioré d'ici quelques années pour interpréter un rôle plus compliqué. Personal Taste était parfait parce que c'est un drama brillant, gai, vous pouvez en rire mais aussi en pleurer ».

#### 2011-2013: renommée intercontinentale
En 2011, Lee Min-ho obtient le rôle principal de la série d'action City Hunter, basée sur le manga populaire éponyme de Tsukasa Hojo. Le drama est un succès en Asie et contribue à faire croître la popularité de l'acteur, notamment au Japon, aux Philippines, en Chine ,, et dans certains pays d'Europe. En décembre 2011, il participe à l'émission chinoise de variétés Happy Camp.
En 2012, il joue dans le drama historique Faith aux côtés de Kim Hee-sun. Bien que la série ait recueilli un important taux d'audience, ce fut un échec commercial en raison de son budget élevé.
En avril 2013, la figure de cire de l'acteur est dévoilée au musée de Madame Tussauds à Shanghai. La même année, au mois de mai, il révèle son premier album intitulé My Everything, et effectue une tournée à la rencontre de ses fans dans toute l'Asie,.
Il fait son retour à la télévision dans la série The Heirs en octobre 2013, un drama pour adolescents écrit par Kim Eun-sook. La série est un grand succès international, avec plus d'un milliard de visites sur le site chinois en streaming iQiyi. C'est grâce à ce drama que l'acteur connait une augmentation de sa popularité en Chine,,.

#### 2014- en ce moment: un succès continu
« Peut-être que les étoiles emporteront votre tristesse. Peut-être que les fleurs rempliront votre cœur de leur beauté. Peut-être que l'espoir essuiera toujours vos larmes. Et plus que toute autre chose, le silence vous rendra fort. Merci à tous mes fans d'avoir célébré mon 14e anniversaire. J'apprécie vraiment que vous m'ayez soutenu à chaque étape dans ma carrière. Je vous encourage également dans votre propre vie. Restez heureux.

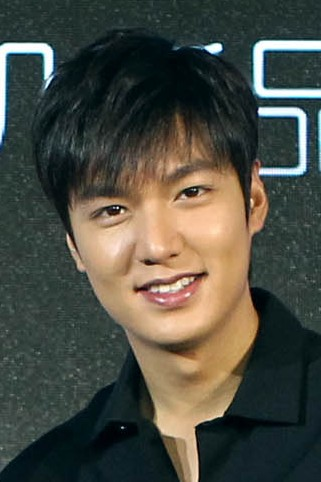
Lee Min-ho en 2014 lors d'une campagne publicitaire pour la marque LG.

Message de remerciements de Lee Min-ho à ses fans du monde entier pour lui avoir souhaité son 14e anniversaire en tant qu'acteur en 2020. »

En janvier 2014, une deuxième figure de cire de l'acteur est dévoilée au musée Madame Tussauds de Hong Kong. Le 30 du même mois, Lee Min-ho est la première célébrité coréenne à se produire lors du gala du Nouvel An lunaire en Chine,. Il y interprète une chanson avec Harlem Yu, le chanteur original de la chanson thème de la série Le Jardin des Météores, version taïwanaise de Boys Over Flowers,. Il est également invité à la troisième conférence du Comité présidentiel sud-coréen pour l'enrichissement culturel en tant que représentant de l'industrie du divertissement, pour partager et contribuer aux questions liées au développement du contenu culturel coréen. Min-ho reçoit le prix du « Prime Minister Award » lors de la 5e cérémonie des Korean Popular Culture & Arts Award pour le récompenser de sa contribution à la vague Hallyu.
Il sort par la suite son deuxième album intitulé Song for You en octobre 2014, sous le label Universal Music. Comme pour son précédent album, il déclare que les morceaux ont été enregistrés pour ses fans et qu'il n'a aucune intention de débuter une carrière de chanteur,. La sortie de l'album coïncide avec le début de sa tournée de fanmeetings, intitulée RE: MINHO, qui se déroule dans plusieurs villes asiatiques,,.
Il marque un tournant dans sa carrière au cinéma grâce au film Gangnam 1970, réalisé par Yoo Ha, dans lequel il interprète le rôle principal,.

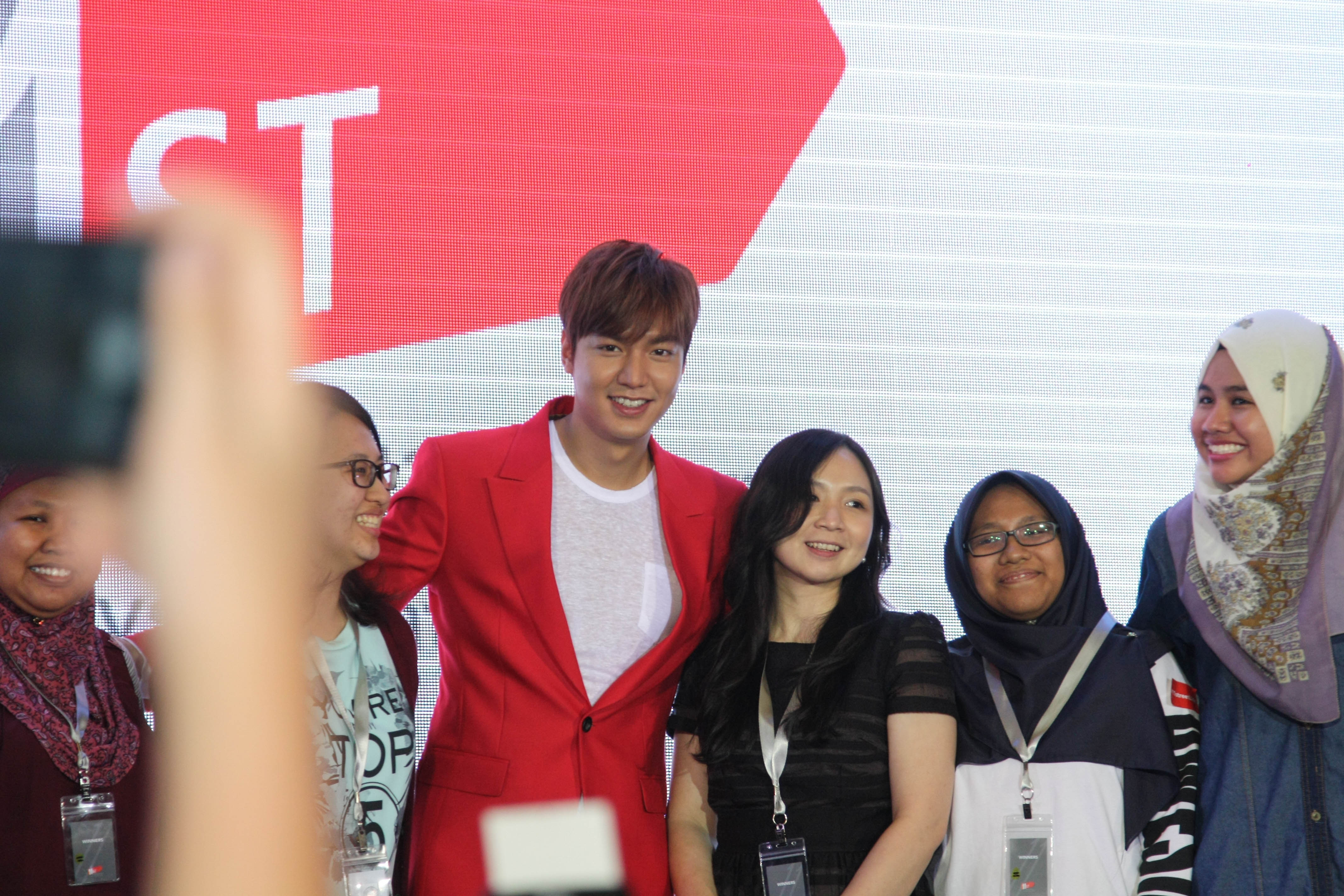
Lee Min-ho en 2015, lors d'un fan meeting en Malaisie.

En 2016, Lee Min-ho joue dans le film Bounty Hunters, réalisé par Shin Terra. Le film dépasse le palmarès du box-office à sa date de sortie,. Plus tard dans l'année, Lee fait son retour à la télévision dans la série fantastique Legend of the Blue Sea aux côtés de l'actrice Jun Ji-hyun,.
En 2019, il intègre le casting de la série Netflix The King: Eternal Monarch avec Kim Go-eun, réalisé par Kim Eun-sook. Bien qu'elle soit considérée comme l'une des séries les plus attendues du premier semestre de 2020 en raison de sa distribution, d'un scénariste de renom, d'une large publicité et d'un budget de production de plus de 30 milliards de won (25 millions de dollars),, la série reçoit des critiques négatives pour son scénario, sa mise en scène et ses performances, ce qui conduit à une popularité plus faible que prévu en Corée du Sud,,. En revanche, à l'étranger, la série est qualifiée comme « un drama Netflix à succès » par GMA News Online et South China Morning Post.
En 2021, il est choisi pour jouer le rôle principal de la série télévisée Pachinko diffusée sur Apple TV. En avril, il devient l'un des trois ambassadeurs de la marque Louis Vuitton avec Sophie Turner et Tahar Rahim, pour la nouvelle montre Tambour Street Diver,.

### Vie privée
Lee Min-ho a eu une relation avec Park Min-young, sa partenaire dans le drama City Hunter, de août 2011 à janvier 2012, et avec Bae Suzy de février 2015 à novembre 2017.
Service militaire
Lee Min-ho commence son service militaire obligatoire le 12 mai 2017 au Suseo Social Welfare Center du bureau du district de Gangnam en tant qu'officier du service public. Il ne peut pas servir en tant que soldat en raison de ses accidents de voiture en août 2006 et en 2011 lors du tournage de City Hunter,. Il termine son service le 25 avril 2019.

## Filmographie

### Films
- 2008 : Public Enemy Returns (강철중: 공공의 적 1-1) de Kang Woo-seok
- 2008 : Our School E.T (울학교 이티) de Park Gwang-choon : Oh Sang-hoon
- 2015 : Gangnam 1970 (강남 1970) de Yoo Ha : Jong-dae
- 2016 : Bounty Hunters (바운티 헌터스) de Sin Tae-ra

### Séries télévisées
- 2003 : Sharp 1 (반올림 1) : un étudiant
- 2004 : Nonstop 5 (논스톱 5) : un invité
- 2005 : Love Hymn (사랑찬가) : un serveur
- 2006 : Secret Campus (비밀의 교정) : Park Doo-hyeon
- 2007 : Mackerel Run (달려라! 고등어) : Cha Gong-chan
- 2007 : I Am Sam (아이 엠 샘) : Heo Mo-se
- 2008 : Get Up (나도 잘 모르지만) : Min Wook-gi
- 2009 : Boys Over Flowers (꽃보다 남자) : Goo Joon-pyo
- 2010 : Personal Taste (개인의 취향) : Jeon Jin-ho
- 2011 : City Hunter (시티헌터) : Lee Yoon-seong
- 2012 : Faith (신의) : Choi Yeong
- 2013 : The Heirs (상속자들) : Kim Tan
- 2016 : Legend of the Blue Sea (푸른 바다의 전설) : Heo Joon-jae / Kim Moo
- 2017 : DMZ, The Wild : Lui-même
- 2020 : The King: Eternal Monarch : Empereur Lee Gon
- 2022 - en ce moment : Pachinko (web-série) : Koh Hansu
- 2023 : Ask the Stars : 	Gong Ryong

## Discographie

### Albums
- 2013 : My Everything (version coréenne)
- 2013 : My Everything (version japonaise)
- 2014 : Song For You

### Singles
| Année | Titre                                    |
| ----- | ---------------------------------------- |
| 2009  | My Everything                            |
| 2009  | Extreme (feat. Jessica Gomes)            |
| 2011  | Say Yes                                  |
| 2013  | Be My Last Love Painful Love (The Heirs) |

## Publicités
- KTF (Corée du Sud)
- Trugen (Corée du Sud)
- Pizza Hut (avec Park Min Young) (Dallas)
- LG Teenring (avec Kim Bum et Ku Hye Sun) (Corée du Sud)
- LG Optimus (en) (Corée du Sud)
- Lotte Pie (Viêt Nam)
- Hyundai Veloster (Chine)
- Samsung Anycall Haptic (avec Kim Hyun-joong, Kim Joon et Son Dam Bi) (Corée du Sud)
- Samsung Anycall Magic Hole (avec Kim Hyun-joong et UEE) (Corée du Sud)
- Coffee Cantata (Corée du Sud)
- Pepsi NEX (Corée du Sud)
- Market O (Corée du Sud)
- Cadillac CTS (États-Unis)
- Dunkin' Donuts (États-Unis)
- Levi's Signature (avec Moon Chae-won) (Corée du Sud)
- Etude House (avec Park Shin-hye) (Corée du Sud)
- Cass Beer (avec Sandara Park et Jessica Gomes) (Corée du Sud)
- Bang Bang (avec Han Ji-hye) (Corée du Sud)
- Binggrae Banana Milk (Corée du Sud)
- Jangin Furniture (Corée du Sud)
- Eider (avec YoonA) (France)
- Semir (Chine)
- Toyota Camry (États-Unis)
- 12 Plus Shower Cream (Thaïlande)
- Bench (Philippines)
- Lotte Duty Free (Corée du Sud)

## Autres activités
- 2009 - 2010 : « Ambassadeur honoraire pour la campagne de UNICEF's Love Net pour lutter contre le paludisme »[80]
- 2011 - 2012 : « Procureur honoraire, ambassadeur des relations publiques pour les procureurs coréens »[81]

## Récompenses et nominations

### Films

#### Baeksang Arts Awards
| Numéro | Année | Catégorie                             | Travail nommé | Résultats  | Référence |
| ------ | ----- | ------------------------------------- | ------------- | ---------- | --------- |
| 51e    | 2015  | Meilleur nouvel acteur dans un film   | Gangnam 1970  | Nomination | ,         |
| 51e    | 2015  | Acteur le plus populaire dans un film | Gangnam 1970  | Lauréat    | ,         |
| 51e    | 2015  | iQiyi Star Award                      | NC            | Lauréat    | ,         |

#### Blue Dragon Film Awards
| Numéro | Année | Catégorie               | Travail nommé | Résultats  | Référence |
| ------ | ----- | ----------------------- | ------------- | ---------- | --------- |
| 36e    | 2015  | Meilleur nouvel acteur  | Gangnam 1970  | Nomination | [ 84 ]    |
| 36e    | 2015  | Prix pour la popularité | Gangnam 1970  | Lauréat    | [ 85 ]    |

#### Grand Bell Awards
| Numéro | Année | Catégorie               | Travail nommé | Résultats  | Référence |
| ------ | ----- | ----------------------- | ------------- | ---------- | --------- |
| 52e    | 2015  | Meilleur nouvel acteur  | Gangnam 1970  | Lauréat    | [ 86 ]    |
| 52e    | 2015  | Prix pour la popularité | Gangnam 1970  | Nomination | [ 86 ]    |

#### Max Movie Awards
| Numéro | Année | Catégorie              | Travail nommé | Résultats  | Référence |
| ------ | ----- | ---------------------- | ------------- | ---------- | --------- |
| 11e    | 2016  | Meilleur nouvel acteur | Gangnam 1970  | Nomination | [ 87 ]    |

#### Weibo Movie Awards
| Numéro | Année | Catégorie                                  | Travail nommé  | Résultats | Référence |
| ------ | ----- | ------------------------------------------ | -------------- | --------- | --------- |
| 1er    | 2016  | Acteur de comédie d'action le plus attendu | Bounty Hunters | Lauréat   | ,         |
| 1er    | 2016  | Pionnier du cinéma asiatique               | Bounty Hunters | Lauréat   | ,         |

### Télévision

#### APAN Star Awards
| Numéro | Année | Catégorie                                     | Travail nommé             | Résultats  | Référence |
| ------ | ----- | --------------------------------------------- | ------------------------- | ---------- | --------- |
| 3e     | 2014  | Prix d'excellence, acteur dans une mini-série | The Heirs                 | Nomination | [ 90 ]    |
| 7e     | 2020  | Prix pour la popularité                       | The King: Eternal Monarch | Nomination | [ 91 ]    |

#### Asian Television Award
| Numéro | Année | Catégorie                     | Travail nommé     | Résultats  | Référence |
| ------ | ----- | ----------------------------- | ----------------- | ---------- | --------- |
| 14e    | 2009  | Meilleur acteur dans un drama | Boys Over Flowers | Nomination | [ 92 ]    |

#### BaiduFeidian Awards
| Année | Catégorie              | Travail nommé | Résultats | Référence |
| ----- | ---------------------- | ------------- | --------- | --------- |
| 2013  | Meilleur nouvel acteur | The Heirs     | Lauréat   | [ 93 ]    |

#### Baeksang Arts Awards
| Numéro | Année | Catégorie                              | Travail nommé     | Résultats | Référence |
| ------ | ----- | -------------------------------------- | ----------------- | --------- | --------- |
| 45e    | 2009  | Meilleur nouvel acteur à la télévision | Boys Over Flowers | Lauréat   | [ 94 ]    |

#### KBS Drama Awards
| Numéro | Année | Catégorie                          | Travail nommé     | Résultats  | Référence |
| ------ | ----- | ---------------------------------- | ----------------- | ---------- | --------- |
| 23e    | 2009  | Meilleur nouvel acteur             | Boys Over Flowers | Lauréat    | [ 95 ]    |
| 23e    | 2009  | Meilleur couple (avec Koo Hye-sun) | Boys Over Flowers | Lauréat    | [ 95 ]    |
| 23e    | 2009  | Netizen Award                      | Boys Over Flowers | Nomination | [ 95 ]    |

#### Korea Drama Awards
| Numéro | Année | Catégorie            | Travail nommé | Résultats  | Référence |
| ------ | ----- | -------------------- | ------------- | ---------- | --------- |
| 4e     | 2011  | Prix d'excellence    | City Hunter   | Lauréat    | [ 96 ]    |
| 4e     | 2011  | Prix Hallyu          | City Hunter   | Lauréat    | [ 96 ]    |
| 7e     | 2014  | Grand prix (Daesang) | The Heirs     | Nomination | [ 97 ]    |

#### MBC Drama Awards
| Numéro | Année | Catégorie                         | Travail nommé  | Résultats  | Référence |
| ------ | ----- | --------------------------------- | -------------- | ---------- | --------- |
| 29e    | 2010  | Prix d'excellence                 | Personal Taste | Lauréat    | [ 98 ]    |
| 29e    | 2010  | Prix pour la popularité           | Personal Taste | Nomination | [ 98 ]    |
| 29e    | 2010  | Meilleur couple (avec Son Ye-jin) | Personal Taste | Nomination | [ 98 ]    |

#### Mnet 20's Choice Awards
| Numéro | Année | Catégorie                         | Travail nommé     | Résultats  | Référence |
| ------ | ----- | --------------------------------- | ----------------- | ---------- | --------- |
| 3e     | 2009  | Star masculine sexy dans un drama | Boys Over Flowers | Nomination |           |
| 3e     | 2009  | Personnage sexy (Gu Jun-pyo)      | Boys Over Flowers | Nomination |           |
| 5e     | 2011  | Star masculine sexy dans un drama | City Hunter       | Nomination |           |

#### SBS Drama Awards
| Numéro | Année | Catégorie                                                       | Travail nommé             | Résultats  | Référence |
| ------ | ----- | --------------------------------------------------------------- | ------------------------- | ---------- | --------- |
| 19e    | 2011  | Prix d'excellence dans un drama                                 | City Hunter               | Lauréat    | [ 99 ]    |
| 19e    | 2011  | Prix pour la popularité                                         | City Hunter               | Lauréat    | [ 99 ]    |
| 19e    | 2011  | Top 10 Stars                                                    | City Hunter               | Lauréat    | [ 99 ]    |
| 19e    | 2011  | Meilleur couple (avec Park Min-young)                           | City Hunter               | Nomination | [ 99 ]    |
| 20e    | 2012  | Prix d'excellence pour une mini-série                           | Faith                     | Lauréat    | ,         |
| 20e    | 2012  | Top 10 Stars                                                    | Faith                     | Lauréat    | ,         |
| 20e    | 2012  | Prix pour la popularité                                         | Faith                     | Nomination | ,         |
| 21e    | 2013  | Prix d'excellence, acteur dans un drama                         | The Heirs                 | Lauréat    | [ 102 ]   |
| 21e    | 2013  | Prix pour la popularité                                         | The Heirs                 | Lauréat    | [ 102 ]   |
| 21e    | 2013  | Top 10 Stars                                                    | The Heirs                 | Lauréat    | [ 102 ]   |
| 21e    | 2013  | Meilleur couple (avec Park Shin-hye)                            | The Heirs                 | Lauréat    | [ 102 ]   |
| 21e    | 2013  | Meilleure tenue vestimentaire                                   | The Heirs                 | Lauréat    | [ 102 ]   |
| 24e    | 2016  | Grand prix (Daesang)                                            | Legend of the Blue Sea    | Nomination | [ 103 ]   |
| 24e    | 2016  | Prix d'excellence, acteur dans une série fantastique            | Legend of the Blue Sea    | Lauréat    | [ 103 ]   |
| 24e    | 2016  | Meilleur couple (avec Jun Ji-hyun)                              | Legend of the Blue Sea    | Lauréat    | [ 103 ]   |
| 24e    | 2016  | Top 10 Stars Award                                              | Legend of the Blue Sea    | Lauréat    | [ 103 ]   |
| 24e    | 2016  | K-Wave Star Award                                               | Legend of the Blue Sea    | Nomination | [ 103 ]   |
| 28e    | 2020  | Prix d'excellence, acteur dans une série fantastique/romantique | The King: Eternal Monarch | Lauréat    | [ 104 ]   |
| 28e    | 2020  | Meilleur couple (avec Kim Go-eun)                               | The King: Eternal Monarch | Nomination | [ 105 ]   |

#### Seoul International Drama Awards
| Numéro | Année | Catégorie                                               | Travail nommé     | Résultats  | Référence |
| ------ | ----- | ------------------------------------------------------- | ----------------- | ---------- | --------- |
| 4e     | 2009  | People's Choice Actor                                   | Boys Over Flowers | Nomination |           |
| 7e     | 2012  | Acteur coréen exceptionnel                              | City Hunter       | Nomination |           |
| 7e     | 2012  | People's Choice Actor                                   | City Hunter       | Nomination |           |
| 8e     | 2013  | People's Choice Actor                                   | Faith             | Nomination |           |
| 9e     | 2014  | Acteur coréen exceptionnel                              | The Heirs         | Nomination |           |
| 9e     | 2014  | People's Choice Actor                                   | The Heirs         | Nomination |           |
| 10e    | 2015  | Prix d'excellence vague Hallyu pour le 10e anniversaire | NC                | Lauréat    | [ 106 ]   |
| 10e    | 2015  | Mango TV : prix pour la popularité                      | NC                | Lauréat    | [ 106 ]   |

#### Autres
| Numéro                                       | Année | Catégorie                                                                | Travail nommé          | Résultats  | Référence |
| -------------------------------------------- | ----- | ------------------------------------------------------------------------ | ---------------------- | ---------- | --------- |
| Korea Brand Stars                            |       |                                                                          |                        |            |           |
| —                                            | 2015  | Grand prix (Daesang)                                                     | NC                     | Lauréat    | [ 107 ]   |
| Korea SNS Industry Grand Award               |       |                                                                          |                        |            |           |
| —                                            | 2015  | Prix du président de l'Agence nationale de la société pour l'information | NC                     | Lauréat    | [ 108 ]   |
| 2015 Korean Tourism Awards                   |       |                                                                          |                        |            |           |
| —                                            | 2015  | La star du tourisme coréen en 2015                                       | NC                     | Lauréat    | [ 109 ]   |
| LeTV Awards                                  |       |                                                                          |                        |            |           |
| —                                            | 2016  | Prix de l'idole asiatique la plus populaire                              | NC                     | Lauréat    | [ 110 ]   |
| Mnet 20's Choice Awards                      |       |                                                                          |                        |            |           |
| 3e                                           | 2009  | Hot CF Star                                                              | Dunkin' Donuts         | Nomination |           |
| 3e                                           | 2009  | Star sexy                                                                | NC                     | Nomination |           |
| 3e                                           | 2009  | Hot Summer Heat Popularity Award                                         | NC                     | Nomination |           |
| 5e                                           | 2011  | Hot 20's Voice                                                           | NC                     | Nomination |           |
| MTN Broadcast Advertisement Festival         |       |                                                                          |                        |            |           |
| —                                            | 2009  | Modèle de publicité le plus populaire                                    | Trugen Commercial      | Lauréat    | [ 111 ]   |
| Puchon International Fantastic Film Festival |       |                                                                          |                        |            |           |
| 19e                                          | 2015  | Prix du choix des producteurs                                            | NC                     | Lauréat    | [ 112 ]   |
| Sohu Media Awards                            |       |                                                                          |                        |            |           |
| —                                            | 2013  | Acteur international le plus populaire                                   | NC                     | Lauréat    | [ 113 ]   |
| China Fashion Awards                         |       |                                                                          |                        |            |           |
| 12e                                          | 2013  | Acteur asiatique le plus populaire                                       | NC                     | Lauréat    | [ 114 ]   |
| Annual Soompi Awards                         |       |                                                                          |                        |            |           |
| 12e                                          | 2017  | Acteur de l'année                                                        | Legend of the Blue Sea | Lauréat    | [ 115 ]   |
| 12e                                          | 2017  | Meilleur couple (avec Jun Ji-hyun)                                       | Legend of the Blue Sea | Lauréat    | [ 115 ]   |
| Style Icon Awards                            |       |                                                                          |                        |            |           |
| 2e                                           | 2009  | Icône de la meilleure popularité auprès des téléspectateurs              | NC                     | Nomination |           |
| 3e                                           | 2010  | Prix pour la popularité                                                  | NC                     | Nomination |           |
| 5e                                           | 2011  | Top 10 Style Icons                                                       | NC                     | Nomination |           |
| 7e                                           | 2014  | Top 10 Style Icons                                                       | NC                     | Nomination |           |
| Yahoo! Asia Buzz Awards                      |       |                                                                          |                        |            |           |
| —                                            | 2009  | Top Buzz Star : catégorie homme                                          | NC                     | Nomination |           |
| —                                            | 2010  | Top Buzz Star : acteur masculin                                          | NC                     | Nomination |           |
| —                                            | 2010  | Top Buzz Star : catégorie homme                                          | NC                     | Nomination |           |
| Fashionista Awards                           |       |                                                                          |                        |            |           |
| 1er                                          | 2015  | Meilleure fashionista dans un film                                       | Gangnam 1970           | Nomination |           |